# 尼科阿達拉區
17°36′11″S 36°48′50″E / 17.603°S 36.814°E
尼科阿達拉區（葡萄牙語：Nicoadala），是莫桑比克的行政區，位於該國中東部，由贊比西亞省負責管轄，首府設於尼科阿達拉，面積3,392平方公里，2007年人口231,850，人口密度每平方公里68人。